# Schnellecke Group

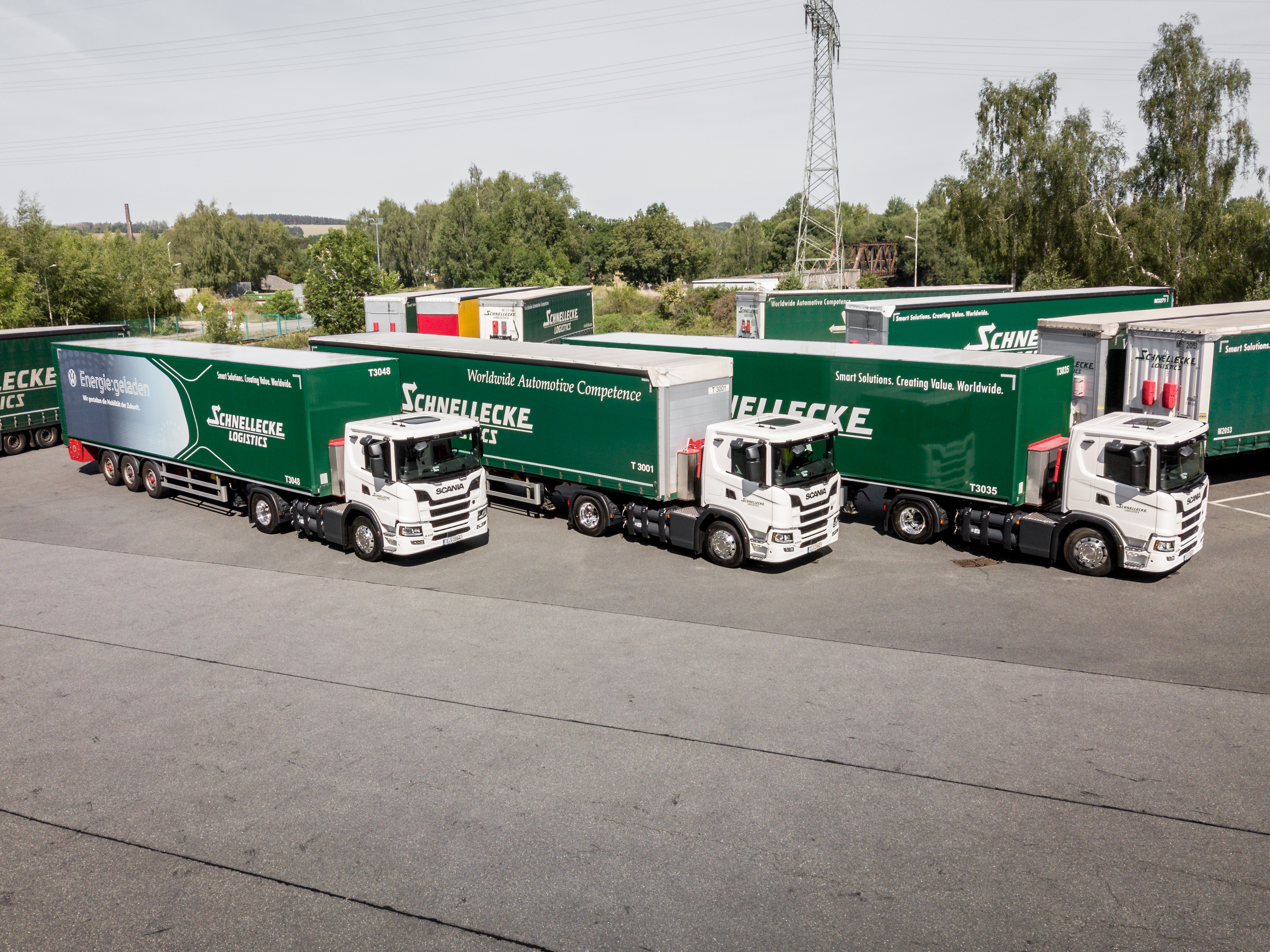
Fahrzeuge der Schnellecke Group

Die Schnellecke Group AG & Co. KG ist die Holding der Schnellecke Group mit Hauptsitz in Wolfsburg. Die Gruppe mit Standorten in zwölf Ländern ist ein weltweit tätiges Familienunternehmen in den Bereichen Logistik und Transport sowie Produktion, insbesondere für den Fahrzeugbau. Unter der Dachmarke Schnellecke Logistics sind alle Dienstleistungen der Logistik- und Transportsparte zusammengefasst. Außerdem werden unter der Dachmarke KWD Automotive Karosserie-Einzelteile und -baugruppen entwickelt und produziert. Für Planung, Bau und Bewirtschaftung von Logistikimmobilien ist Schnellecke Real Estate verantwortlich.

## Organisation der Gruppe
Die Schnellecke Group AG & Co. KG  ist als Holding das Unternehmen, das die Gruppe leitet. Es stellt den Konzernabschluss auf. In diesem wurden 2022 neben der Holding  insgesamt 22 inländische und 35 ausländische Unternehmen konsolidiert. Die Gesamtgruppe hat Standorte  in zwölf Ländern: China, Deutschland, Indien, Italien, Mexiko, Polen, Portugal, Slowakei, Spanien, Südafrika, Tschechien und Vereinigte Staaten. Die Gesamtgruppe unterteilt ihr operatives Geschäft in drei Geschäftsbereiche: 1) Logistik und Transport, 2) Produktion und 3) Immobilien/Verwaltung.

## Leitung und Personal
Die Gruppe wird vom Vorstand der Schnellecke Group AG & Co. KG geleitet, der sich aus drei Personen zusammensetzt. Eine beratende Funktion übernimmt der Beirat. Ihm gehören fünf Personen an. 2022 waren im Durchschnitt 17.284 Mitarbeiter in der Unternehmensgruppe beschäftigt.

## Aktivitäten
Zu den Leistungen des Geschäftsbereichs Logistik und Transport (Dachmarke Schnellecke Logistics) zählen Modulmontagen, Dienste zur Just-in-sequence-Produktion sowie Spezialbereiche der Logistik, konkret Versorgungs-, Verpackungs-, Lager- und Transportlogistik. Neben der Automobilindustrie rufen auch andere Branchen diese Dienste ab.
Im Geschäftsbereich Produktion (Dachmarke KWD Automotive) geht es um die Entwicklung und Produktion von Karosserieteilen und Baugruppen speziell in Leichtbauweise, inklusive der Herstellung von Pressteilen und Schweißzusammenbauten. Kunden kommen hier ebenfalls aus der Automobilindustrie.
Der Bereich Immobilien/Verwaltung befasst sich mit Logistikimmobilien. Mit der Marke Schnellecke Real Estate werden die Planung und Entwicklung, die Bauabwicklung, Einbauten und Bewirtschaftung solcher Spezialimmobilien angeboten.

## Geschichte
Ihren Ursprung hat die Unternehmensgruppe in einem „bahnamtlichen Rollfuhrunternehmen“, das 1939 in Wolfsburg mit der Firma Spedition Albert Schnellecke gegründet wurde. Gründer Albert Schnellecke verstarb 1949. Seine Ehefrau Margarete, eine ausgebildete Wohlfahrtspflegerin, übernahm anschließend die Leitung des Unternehmens. Rolf Schnellecke, Sohn der Eheleute, trat 1967 als Mitgesellschafter in das Unternehmen ein. Später wurde er Alleingesellschafter. Er baute das Unternehmen auf nationaler, dann auf internationaler Ebene aus und machte es zu einem global tätigen mittelständischen Logistikkonzern. Ab 2002 begann die dritte Generation mit Nikolaus Külps (Schwiegersohn von Rolf Schnellecke) und Tim Kannewurf (Neffe von Rolf Schnellecke), Führungsverantwortung im Familienunternehmen zu übernehmen. 2007 folgte die Umwandlung der Unternehmensgruppe in die Rechtsform der AG & Co. KG. 2007 wurde Külps Vorstandsmitglied und ist seit 2009 CEO der Schnellecke Group. Ende 2012 übertrug Rolf Schnellecke Teilkommanditanteile an der Schnellecke Group AG & Co. KG auf Familienmitglieder.
Für die Unternehmensentwicklung war zunächst die Ergänzung von reinen Transportleistungen durch Logistikdienste im Jahr 1985 von Bedeutung. 1994 kam der heutige Geschäftsbereich Produktion hinzu. Auslöser war die Übernahme der Karosseriewerke Dresden mit Sitz in Radeberg. Seit Mitte der 1990er Jahre existieren in der Gruppe Tochtergesellschaften, die sich mit der Verwaltung von Liegenschaften befassen. Aus ihnen entwickelte sich die Schnellecke Real Estate, die mittlerweile auch für Dritte Leistungen anbietet.
In den 1990er Jahren begann die Internationalisierung der Gruppe. Die Standorte wurden oft in unmittelbarer Nähe von Automobilwerken gesucht. 1997 hatte sich die Gruppe unter anderem in Spanien, Belgien, Mexiko, Brasilien und Südafrika etabliert. 2001 kam ein  Unternehmen in Portugal hinzu, 2002 folgte die Gründung eines Tochterunternehmens in China. In den folgenden zehn Jahren errichtete die Gruppe ebenfalls Standorte beziehungsweise Tochtergesellschaften in Russland (2005), Indien (2010), Tschechien (2012) und den USA (2012).
Im Jahr 2000 gründete Margarete Schnellecke die Margarete-Schnellecke-Stiftung. Sie kümmert sich insbesondere um Senioren, Kinder und Obdachlose. Von 2000 bis 2022 sind rund 2,6 Millionen Euro in entsprechende Projekte geflossen.

## Auszeichnungen
- Das Unternehmen erhielt 2023 den „Best-of-Technology-Award“ der Wirtschaftswoche in der Kategorie Corporate Inhouse Solutions für die Software Digital Control Tower.[22]
- Gemeinsam mit Ubimax, einem Spezialisten für Augmented-Reality-Software, erhielt Schnellecke 2018 den „Automotive Logistics Award“ für X-Pick, eine Softwarelösung, die Kommissionierungstätigkeiten verbessert.[23]
- 2013 erhielt das Unternehmen den „Logix Award“ für ein Logistikzentrum im Duisport.[24]